# Akif Başaran
Mehmet Akif Başaran (* 15. Februar 1956 in Izmir) ist ein ehemaliger türkischer Fußballspieler und heutiger -trainer.

## Spielerkarriere

### Altay Izmir
Die Anfänge Başarans Fußballkarriere sind nicht näher dokumentiert. 1975 begann er beim Erstligisten seiner Geburtsstadt, bei Altay Izmir, mit dem Profifußball. Nachdem er in seiner ersten Saison bei Altay nur ein Ligaspiel absolviert hatte, steigerte er seine Ligaeinsätze in der zweiten Saison auf sechs, ehe er sich mit der dritten Saison als Stammspieler durchsetzte. Nach drei sehr erfolgreichen Spielzeiten, in denen der Klub eine seiner erfolgreichsten erlebte, wurde einmal der 3. Tabellenplatz erreicht und einmal das Finale im Türkischen Pokal. Während dieser Zeit spielte er mit so wichtigen türkischen Spielern wie Necmi Perekli, Yusuf Tunaoğlu, Mustafa Denizli, Erol Togay und Güvenç Kurtar zusammen. Başaran avancierte durch seine Leistungen zu den gefragtesten Spielern der Sommertransfersaison 1979.

### Beşiktaş Istanbul
Nach der erfolgreichen Zeit bei Altay wurde Başaran im Sommer 1979 mit den  Istanbuler Traditionsvereinen Fenerbahçe SK und Beşiktaş JK in Verbindung gebracht. Fenerbahçe reagierte am schnellsten und einigte sich mit Başaran und dessen Teamkollegen Bilal Yaşar. Dieser Wechsel kam in letzter Konsequenz nicht zustande. So schaltete sich Beşiktaş in die Verhandlungen ein und verpflichtete Başaran zusammen mit dessen Teamkollegen Bora Öztürk für eine Gesamtablösesumme von neun Millionen Türkische Lira. Bei diesem Verein, welcher seit zwölf Jahren nicht mehr die türkische Meisterschaft gewinnen konnte, absolvierte er in der ersten Saison verletzungsbedingt 17 Ligaspiele und eroberte sich erst in der zweiten Saison einen Stammplatz.

### Bursaspor und Altay Izmir
Trotz der steigenden Tendenz verließ er im Sommer 1981 Beşiktaş wieder und wechselte zum Ligarivalen Bursaspor. Dort blieb er nur eine Saison und kehrte zur Saison 1982/83 zu seinem früheren Klub Altay Izmir zurück. Der Verein stieg nach 24-jähriger Erstligazugehörigkeit zum ersten Mal in der Vereinsgeschichte in die 2. Futbol Ligi ab; Başaran ging mit seinem Klub in die 2. Liga. Zum Saisonende erreichte er mit seiner Mannschaft die Zweitligameisterschaft und damit den direkten Wiederaufstieg in die 1. Lig. Nach diesem Erfolg verließ er Altay. Seine weitere Karriere als Spieler ist nicht näher dokumentiert.

### Nationalmannschaft
Başaran absolvierte zwischen 1976 und 1977 insgesamt vier Länderspiele für die Türkische U-21-Nationalmannschaft.

## Trainerkarriere
Başaran arbeitete ab 1988 bei seinem früheren Verein Altay Izmir als Trainer. Mitte April 1988 übernahm er interimsweise den Cheftrainerposten, den Miloš Milutinović verlassen hatte. Den abstiegsgefährdeten Verein führte er zum sicheren Klassenerhalt. Cheftrainer der folgenden Saison wurde Nevzat Güzelırmak und Başaran assistierte ihm als Co-Trainer. Nachdem Güzelırmak im März 1989 von seinem Amt zurückgetreten war, übernahm Başaran erneut interimsweise die Mannschaft und betreute sie bis zum Saisonende. Zur neuen Saison übergab er sein Amt dem polnischen Trainer Franciszek Smuda. Dieser ging im Dezember 1989, Başaran übernahm erneut interimsweise die Mannschaft. Nach zwei Spieltagen übergab er das Amt an Erkan Kural.
1990 war er für eine Spielzeit beim Zweitligisten Petrolofisi SK tätig. Zur neuen Saison trainierte er mit Izmirspor einen Zweitligisten seiner Heimatstadt. Bereits zur nächsten Rückrunde verließ er diesen Verein wieder. Im November 1992 übernahm er mit Göztepe Izmir einen weiteren Zweitligisten aus Izmir. Diesen Klub trainierte er bis zum September 1993 und arbeitete anschließend bei Petrolofisi als Nachwuchstrainer.
In den folgenden Jahren trainierte er eine Reihe von Zweit- und Drittligisten. Von August 2013 bis April 2014 betreute er den Viertligisten Trabzon Akçaabat FK.
Im September 2014 übernahm er mit Aydınspor 1923 einen Drittligisten.

## Erfolge
Altay Izmir
- Tabellendritter der Süper Lig:  1976/77
- Türkischer Pokalfinalist: 1978/79
- Meister der TFF 1. Lig und Aufstieg in die Süper Lig: 1983/84